# 克拉斯納亞冰原島峰
68°18′S 49°42′E / 68.300°S 49.700°E
克拉斯納亞冰原島峰是南極洲的冰原島峰，位於恩德比地，屬於奈伊山脈的一部分，處於阿爾德迪斯峰以南7公里，由蘇聯的探險隊繪入地圖。